# Wincenty Jungowski
Wincenty Jungowski, syn Maksymiliana i Marianny (urodził się 14 lipca 1879 r. w Praszce, zmarł tamże 7 sierpnia 1961) – działacz społeczno-polityczny, samorządowy i kulturalny. Pochodził ze starej praszkowskiej rodziny.

## Działalność polityczna i kulturalna
W okresie niewoli narodowej dał się poznać jako wybitny animator polskiego życia kulturalnego, był reżyserem teatru lokalnego, organizatorem wielu przedstawień amatorskich na cele charytatywne i oświatowe. W latach I wojny światowej organizował manifestacje patriotyczne z okazji 100 rocznicy śmierci Tadeusza Kościuszki i 125 rocznicy uchwalenia Konstytucji 3 maja. Ich celem było budzenie patriotyzmu wśród najstarszych kręgów polskiego społeczeństwa.
Był ściśle związany z Kościołem. Jako przewodniczący Komitetu Parafialnego organizował zbiórki pieniężne na rzecz Kościoła, zaangażowany był w rozbudowę praszkowskiej świątyni i budowę wikariatki. Wraz z ks. Stawickim założył w Praszce Chrześcijański Związek Robotników Niefachowych, przy którym utworzył Stowarzyszenie Spożywców, ulokowanie w domu hr. Potockiego w rynku. Związek wkrótce się jednak rozpadł, lecz Stowarzyszenie Spożywców rozwijało się dobrze. Niezbyt długo działała też inna organizacja społeczna, której był twórcą – Chrześcijański Związek Rzemieślniczy. W 1917 r. założył Sodalicję Mariańską Dziewcząt, przekształconą następnie w Stowarzyszenie Kulturalno-Oświatowe Młodzieży Żeńskiej. Podejmował też próbę zorganizowania Stowarzyszenia Kulturalno-Oświatowego Robotników Chrześcijan, lecz wobec przeciwdziałania ze strony miejscowych socjalistów, kierowanych przez Adama Glapińskiego, nie doszło do jego powstania.
W Polsce Odrodzonej należał do czołowych przedstawicieli praszkowskiego Stronnictwa Chrześcijańsko-Narodowego, następnie Stronnictwa Narodowego. Był właścicielem księgarni, lecz z powodu nikłych dochodów zamknął ją około 1930 r.
W 1919r. w wyborach do Rady Miejskiej kandydował z popieranego przez Kościół Związku Ludowo- Narodowego, którego oddział utworzono w Praszce w 1919 r. Uzyskał mandat radnego i wybrano go wiceburmistrzem. W 1921 r., po ustąpieniu ze stanowiska burmistrza Clara, pełnił do 5 czerwca 1022 r. obowiązek burmistrza.
W okresie poprzedzającym plebiscyt górnośląski był bardzo aktywnie zaangażowany w Praszkowskim Komitecie Plebiscytowym, mającym na celu wspomaganie materialne i propagandowe akcji plebiscytowej wśród ludności polskiej Górnego Śląska. Był przewodniczącym Praszkowskiego Komitetu Plebiscytowego, a od 1921 r. przewodniczącym Komitetu Pomocy Powstańcom Śląskim.
W czerwcu 1922 r., mimo wielkiego poparcia ze strony Kościoła, przegrał wybory do Rady Miejskiej. Burmistrzem został przedstawiciel praszkowskich socjalistów Ignacy Kowalczyk.
Wincenty Jungowski nie zaprzestał jednak działalności społecznej. Gdy w 1926 r. powstały w Praszce gniazda Polskiego Towarzystwa Gimnastycznego „Sokół”, organizacji będącej faktycznie młodzieżową przybudówką Stronnictwa Narodowego, na walnym zgromadzeniu członków 24 kwietnia 1927 r. wybrano go sekretarzem i powierzono kierownictwo sekcji dramatycznej „Sokoła”. Był też reżyserem wystawianych sztuk scenicznych.
W 1927 r. należał do Społecznego Komitetu Budowy Pomnika Bohaterów Walk o Wolność i Niepodległość Polski.
Był członkiem Związku Weteranów Powstań Narodowych.

## Aresztowanie przez Niemców
W kilka tygodni po zajęciu Praszki przez Niemiec, 22 września 1939 r. został aresztowany jako były działacz plebiscytowy i wraz z innymi byłymi powstańcami śląskimi i działaczami plebiscytowymi osadzony najpierw w miejscowym areszcie policyjnym, następnie 24 września wywieziony do Gorzowa Śląskiego, skąd 28 IX 1939 r., do więzienia do Opola, następnie do więzienia w Rawiczu. Po kilkunastodniowym pobycie w więzieniu w Rawiczu, wraz z transportem około 1200 więźniów, przewieziony został do obozu koncentracyjnego w Buchenwaldzie, gdzie otrzymał numer obozowy 230.
Po ponad pięcioletniej gehennie obozowej doczekał się wyzwolenia 23 kwietnia 1945 r. Był następnie członkiem Komitetu „Polonia” w Schwarzdorfie.

## Śmierć
W 1945 r. krańcowo wyczerpany fizycznie, schorowany i załamany psychicznie warunkami życia obozowego, powrócił 8 sierpnia 1945 r. do Polski, a następnie do rodzinnej Praszki. W nowych warunkach społeczno-politycznych polskiej rzeczywistości nie angażował się już w życie społeczno-polityczne miasta. Był jedynie członkiem Związku Powstańców Śląskich. Spisywał znane sobie fakty z dziejów miasta i z gehenny obozowej, nosił się prawdopodobnie z zamiarem opracowania wspomnień ze swego życia, lecz zamiaru tego nie udało mu się spełnić. Zmarł w Praszce w 1961 roku i pochowany został na miejscowym cmentarzu.